# گشانی
گشانی، روستایی از توابع بخش مرکزی شهرستان تویسرکان در استان همدان ایران است.این روستا از نوع پلکانی بوده و از روستاهای هدف گردشگری می باشد.

## جمعیت
این روستا در دهستان کرزان رود قرار دارد و براساس سرشماری مرکز آمار ایران در سال ۱۳۹۵، جمعیت آن ۸۰۹ نفر (۲۰۷ خانوار) بوده‌است.